# Gustavo Nery
Gustavo Nery de Sá da Silva (* 22. Juli 1977 in Nova Friburgo) ist ein ehemaliger brasilianischer Fußballspieler, der zuletzt beim EC Santo André unter Vertrag stand.

## Karriere
Nery begann seine Profilaufbahn 1996 beim vormaligen Pelé-Club FC Santos. In Europa hatte der linke Verteidiger kurze Engagements bei Werder Bremen in der Saison 2004/05 und zuletzt 2007 als Leihspieler bei Real Saragossa. In beiden Fällen brachte er es aber nur auf wenige Ligaspiele. Nachdem er die letzten Jahre über bei SC Corinthians in São Paulo gespielt hatte, schloss er sich zu Beginn des Jahres 2008 dem Fluminense FC an, wechselte aber im Juli weiter zum SC Internacional nach Porto Alegre.
Nery ist zehnfacher brasilianischer Nationalspieler. Karrierehöhepunkt war der Gewinn der Südamerikameisterschaft 2004 in Peru, bei dem Trainer Carlos Alberto Parreira allerdings einige der in Europa spielenden Stars nicht aufgeboten hatte. Nerys zweiter große Erfolg war der Gewinn der Brasilianischen Meisterschaft 2005 mit dem SC Corinthians, der in jene Phase der Vereinsgeschichte fiel, als umstrittene Geldgeber den Verein kontrollierten.
Am nachhaltigsten war Nerys Aufenthalt beim FC São Paulo zwischen 2000 und 2004, wo er in 88 Ligaspielen 10 Tore erzielte und zwei durchaus prestigeträchtige Regionalmeisterschaften gewann. In all den Jahren war Gustavo Nery zudem 1997 auch kurzfristig bei Coritiba FC und 2000 beim Guarani FC aus Campinas in São Paulo am Ball.

## Erfolge
Nationalmannschaft:
- Copa América: 2004

Verein:
- Brasilianischer Meister: 2005
- Torneio Rio-São Paulo: 2001
- Supercampeonato Paulista: 2002
- Copa Sudamericana: 2008